# Mont Opi
El mont Opi (en llatí: Oppius, en italià: Colle Oppio) és un contrafort d'un dels set turons de Roma, l'Esquilí.
És el nom, segons Varró, de l'elevació més septentrional de l'Esquilí. Està separat del Cispius per la vall on hi ha la Subura al nord, i del Celi al sud per la vall del Colosseu. L'Oppius i el Cispius estaven units i formaven l'altiplà de l'Esquilí, i quedaven inclosos dins de la muralla Serviana. A les festes del Septimontium era un dels punts on s'hi celebraven sacrificis, juntament amb el Fagutal, un esperó proper que va acabar confonent-se amb l'Opi.

## Origen del nom
Segons Varró, el turó va prendre el seu nom d'Opiter Oppius, un general de Túsculum enviat a Roma per protegir la ciutat mentre Tul·lus Hostili assetjava Veios amb l'exèrcit romà. Opi va passar posteriorment a ser el nomen d'una gens romana plebea, la gens Òpia. El turó va portar el nom d'Opi fins a finals de la República, i més tard ja no es troba cap referència amb aquest nom.

## Història
L'Opi estava ocupat per un poble des de l'inici de l'edat del ferro, que s'havia situat allà a partir del segle ix aC. Potser aquell lloc era una continuació de les zones habitades del Quirinal, el Viminal i el Capitoli, que se suposa que estaven poblades pels sabins.